# デンデン・スタジアム
デンデン・スタジアム(英語: Denden Stadium)は、エリトリア・アスマラ市内に建設された多目的スタジアム。現在はサッカーに用いられることが多い。建設当初の観客定員は5000人だったが、その後の工事で1万人に増強された。エリトリア・プレミア・リーグのデンデンFC(en:Denden F.C.)のホームスタジアムでもある。2000年9月4日にはワールドカップ予選、エリトリア対ナイジェリアの国際試合が行われた。4151人の観客が入場し、結果は0-0のスコアレスドローだった。アスマラ市内では他にシセロ・スタジアム、アスマラ国営スタジアム、オリンピック・スタジアムでサッカーの興行試合が行われている。